# Das Phantom (Roman)
Das Phantom ist ein biographischer Roman der englischen Schriftstellerin Susan Kay. Er erschien im Jahr 1990 unter dem Originaltitel Phantom im Scherz Verlag, Bern.
Das Phantom bildet ein Prequel zum Roman Das Phantom der Oper von Gaston Leroux und erzählt die Geschichte von Erik, dem Phantom der Oper von dessen Geburt bis zu den tragischen Ereignissen in der Pariser Oper.

## Handlung
Das Buch beginnt mit Eriks Geburt als Halbwaise in Frankreich 1831. Durch eine Laune der Natur ist der Junge grässlich entstellt. Nicht einmal seine Mutter erträgt seinen Anblick und so gibt sie ihm eine Maske, um sein Gesicht zu verdecken, außerdem versteckt sie ihr Kind im Haus und verbietet jeglichen Kontakt mit anderen Menschen.
Erik, der einen genialen Verstand besitzt und bereits im Kindesalter unglaubliche musikalische und architektonische Talente entwickelt, bildet sich selbst, erlernt mehrere Sprachen und die Kunst, Zauberkunststücke vorzuführen, wächst jedoch ohne die Liebe der Mutter auf. Vater Mansart, der Priester in Eriks Heimatdorf, hat Kontakt zu Erik, versorgt ihn mit Literatur und bietet ihm geistigen Beistand. Vater Mansart bewundert Erik wegen seiner unglaublichen Intelligenz und seiner betörend schönen Singstimme. Eine treue Gefährtin der Mutter ist Marie Perrault. Sie ist die einzige, die die Mutter auf ihre Grausamkeiten dem Kind gegenüber hinweist. Leider hat sie nicht viel Erfolg. Eriks Mutter lässt ihre Wut, Enttäuschung und ihren Ekel immer wieder an ihm aus. Als Erik fünf Jahre alt ist, zeigt ihm seine Mutter erstmals in seinem Leben einen Spiegel, worauf sich der Junge seiner Hässlichkeit zuerst noch nicht bewusst wird. Er hat panische Angst vor diesem 'Monster' in dem Spiegel, ist aber noch zu jung, um zu verstehen, dass es sein eigener Anblick war, der ihm von nun an Alpträume beschert.
Trotz der Grausamkeiten, die seine Mutter ihm antut, genießt Erik eine gute Ausbildung. Da er nie an einer Schule oder einer Universität lernen könnte, kommt einmal im Monat ein Professor vorbei, der ihn Architektur lehrt. Dieser hat durch den Priester vom Genie des Kindes erfahren und schickt ihm regelmäßig Bücher und Aufgaben, die Erik gewissenhaft erledigt.
Als ihm Vater Mansart eines Tages erklärt, dass sein Hund Sally nicht in den Himmel kommen kann, da er keine Seele besitze, wendet sich Erik mit einem schrecklichen Tobsuchtsanfall von Gott und der Kirche ab.
Erik beginnt, sich nachts heimlich aus dem Haus zu schleichen und bald kursieren im Dorf Gerüchte von einem Ungeheuer, worauf einige Jungen beginnen, Erik nachzustellen. Bei einem Handgemenge mit anderen Jungen wird sein über alles geliebter Hund Sally getötet. Er selbst wird schwer verletzt. Der neue Verehrer der Mutter, ein Arzt will ihn in eine Anstalt stecken. Als Erik davon erfährt, flieht er. Er erfährt nie, dass seine Mutter das nie zugelassen hätte.
Erik gerät in die Gewalt schaustellernder Zigeuner, die ihn misshandeln und in einem Käfig gefangen halten. Sie stellen ihn als monströse Sehenswürdigkeit zur Schau. In dieser Zeit wächst sein Hass auf die Menschheit zusehends und er verliert jegliche Achtung vor seinen Mitmenschen. Durch seine Intelligenz und außergewöhnlichen Fähigkeiten gelingt es Erik jedoch, in der Zigeunergruppe mehr und mehr an Einfluss zu gewinnen und er lernt viel geheimes Wissen der Zigeuner kennen. Als Javert, der Besitzer des kleinen Zirkus, versucht, sich Erik sexuell zu nähern, tötet Erik seinen Peiniger mit einem Messer und stellt zu seinem eigenen Erstaunen fest, dass ihn das Töten mit großer Befriedigung erfüllte. Etliche Morde werden sich im Verlauf der weiteren Geschichte anschließen.
Eriks Wege führen ihn mit 13 Jahren nach Italien, wo er den Baumeister Giovanni kennenlernt, der Mitleid mit Erik hat, ihn väterlich behandelt und ihm eine Lehre als Steinmetz ermöglicht. In dieser Zeit erweitert Erik seine Fertigkeiten und verblüfft seinen Meister mit seinem Können. Erik erweckt das Interesse von Luciana, der Tochter seines Lehrherren. Luciana findet Gefallen an dem geheimnisvollen jungen Mann, der sich wegen seines schrecklichen Anblicks nicht in der Lage sieht, die Liebe des Mädchens zu erwidern. Luciana bedrängt Erik, seine Maske abzunehmen und ihr sein Gesicht zu zeigen. Als er diesem Wunsch wuterfüllt nachkommt, erschrickt sie derart, dass sie vom Balkon stürzt und stirbt. Daraufhin flieht Erik wieder einmal vor sich selbst und seinem Schicksal.
Über Umwege und nach einem Leben als Magier und Schausteller wird Erik 1850 an den persischen Kaiserhof berufen, wo der Shah und seine Mutter von seinen magischen Kunststücken äußerst angetan sind. Erik gewinnt am Kaiserhof zunehmend an Einfluss und wird ein reicher Mann. Teils durch die Gaben des Herrschers, teils bestiehlt er die reichen Angehörigen des Hofes. Wohl eine Angewohnheit, die er sich von den Zigeunern angeeignet hat. Höhepunkt seines Schaffens ist der Bau eines Palastes für den Shah, ausgestattet mit allerlei magischen Gegenständen, Falltüren und Folterkammern. Nachdem der Palast fertiggestellt wurde, beschließt der Shah, alle am Bau Beteiligten töten zu lassen. Erik entkommt der Intrige durch einen Hinweis des Daroga von Mazenderan. Dieser wurde Erik in dieser Zeit mehr und mehr zum Freund. Der Daroga verzeiht ihm sogar den „Mord“ an seinem einzigen Sohn, der schwer krank war und den Erik durch einen Trank vor einem schmerzhaften Tod bewahrt hat. Er folgt ihm Jahre später, nach seiner Entlassung aus der persischen Haft, nach Paris (es ist der „Perser“ aus Leroux’ Roman). Er kam in Haft, weil er Erik zur Flucht verhalf.
Erik kehrt zurück nach Europa und arbeitet zurückgezogen in Belgien als berühmter und erfolgreicher Architekt. Sein einziges Bindeglied zur Gesellschaft ist sein Vertrauter Jules Bernard, der völlig unter Eriks Einfluss steht und ihm in blinder Ergebenheit bei allen Geschäften zur Hilfe steht.
Eines Tages kehrt Erik zu seinem Geburtshaus zurück in der Absicht, dieses zu zerstören, um die Erinnerung an seine schreckliche Kindheit vollends auszulöschen. Als er ankommt, erfährt er von Marie Perraul, dass seine Mutter vor drei Tagen verstorben sei und er beginnt in seinem Innersten, seine unerwiderte Liebe zu seiner Mutter zu begreifen. Zufällig erfährt Erik von einer Architektenausschreibung zum Bau eines neuen Opernhauses in Paris. Er beschließt, die Oper zu bauen und das Werk dem Andenken an seine Mutter zu widmen. Erschreckt muss er jedoch feststellen, dass die Ausschreibung bereits vorüber ist und der Auftrag an den Architekten Garnier vergeben worden war. Es gelingt Erik, das Vertrauen Garniers zu erlangen, welcher Erik daraufhin an der Konstruktion und Bauausführung der Oper beteiligt. Garnier war Schüler des gleichen Professors, der auch Erik unterrichtet hat. Der Professor meinte einmal zu Garnier, dass, sollte er Erik je kennenlernen, er einen der größten Architekten vor sich habe. So wird sein Lebenstraum wahr, ein Monument von bisher nie da gewesener Schönheit zu schaffen.
Die Bauarbeiten dauern Jahre, verzögert durch Krieg und finanzielle Schwierigkeiten. Erik legt sich in und vor allem unter der Oper geheime Räume und Gänge an, in welchen er von nun an ausschließlich zu leben beschließt, um sich ganz der Kunst der Musik zu widmen…Erik wird zum heimlichen Beherrscher der Pariser Oper, zum Phantom der Oper…
An dieser Stelle schwenkt die Handlung über zu den Ereignissen aus Gaston Leroux’ Roman, jedoch erzählt aus der Perspektive des Phantoms der Oper und Christine Daaé. Der Wechsel der Perspektiven ermöglicht es dem Leser beide Standpunkte zu verstehen. Der Schluss weicht dem von Gaston Leroux ab, was nicht anders sein kann, da der hier beschriebene Erik ein völlig anderes Wesen hat und in vielerlei Hinsicht 'menschlicher' ist als der im Original beschriebene Charakter.

## Hauptpersonen

### Erik
Erik, der mit einer missgebildeten Gestalt und einem sehr entstellten Gesicht zur Welt kam und welcher nie so etwas wie Liebe erfahren hat, zeigt sich in dem Roman von zwei verschiedenen Seiten.
Zum einen besitzt er viele Talente im Bereich der Medizin, Architektur, Musik und Technik, die er sich im Laufe seines Lebens immer wieder zunutze macht. So erschafft er z. B. mit Hilfe seiner technischen Fähigkeiten Maschinen, die kein Techniker der damaligen Zeit je hätte herstellen können. Des Weiteren beherrscht er es, Menschen mit seinen Medizinkenntnissen zu heilen oder sie zu versorgen. Sein architektonisches Wissen macht er sich zu Nutze, in dem er Skizzen für Bauwerke schafft, die trotz der oft kurzen Planungszeit zu Meisterwerken der damaligen Zeit wurden.
Die andere Seite zeigt Erik als mysteriösen und Furcht einflößenden Mann. Er verfügt über ein Gewalt- und Aggressionspotential, das ihn antreibt zu töten. Je mehr man allerdings über Erik erfährt – das Buch ist so ausführlich geschrieben, dass man sich irgendwann mit Erik verbunden fühlt – desto mehr Verständnis hat man für sein Tun und Handeln.
Erik ist in der Lage, Menschen durch seine, im Buch als „engelsgleich“ bezeichnete, Stimme und seine weiteren Musikkünste zu beeinflussen, so dass sie alle Aufgaben ausführen, die er ihnen auferlegt. Man kann sich diesen Vorgang wie eine Art Hypnose vorstellen, die seine Opfer in Trance versetzt. Dank dieser Fähigkeit gelangt er letztendlich auch zu Reichtum und Wohlstand.
Die Fähigkeit, Menschen zu beeinflussen, nutzt Erik ebenfalls dazu, die Balletttänzerin Christine in seine Arme zu treiben und sie dazu zu bringen, bis zu seinem Tod alles für ihn zu tun. An dieser Stelle muss man aber auch dazu sagen, dass Erik auf Grund seiner Erziehung nicht in der Lage war, einem, wie wir es nennen würden, normalen Werben um einen geliebten Menschen nachzugehen. Da er von klein auf keine wirkliche Familienbindung und Liebe erfahren durfte, hatte er sich sein eigenes Verständnis für diese Dinge geschaffen. Und so unterscheidet er auch nicht zwischen richtig oder falsch.

### Christine Daaé
Christine Daaé ist in diesem Roman ein 21-jähriges Mädchen, das mit dem in Paris hoch angesehenen Raoul Vicomte de Chagny verlobt ist. Er versucht, ihre Karriere als Balletttänzerin an der Pariser Oper zu fördern.
Als Erik beginnt, sie zunächst nur durch seine Stimme zu beeinflussen, gerät sie immer weiter in seine Macht, von der sie so stark angezogen wird, dass sie sich trotz der Versuche ihres Verlobten, sie von Erik fernzuhalten, immer wieder zu ihm hingezogen fühlt.
Da Christine schon bald feststellen muss, dass dieser in schwere Gewaltausbrüche verfallen kann, wenn sie sich seinen Anweisungen zu widersetzen versucht, fügt sie sich ihm und entscheidet sich, trotz seiner Gewaltausbrüche bei ihm zu bleiben, um das Leben ihres Verlobten zu retten, dem Erik mit dem Tod gedroht hat, sollte Christine zu ihm zurückgehen.
Mit der Zeit lernt Christine, sich Erik anzupassen und entwickelt eine unbeschreibliche Liebe zu ihm, die ihn letztendlich dazu bewegt, sie zu ihrem Verlobten zurückgehen zu lassen.
Nach ihrer Heirat mit Raoul gebiert Christine einen Sohn, Charles, der jedoch tatsächlich das Kind des Phantoms ist. Im Gegensatz zu seinem Vater ist Charles von großer physischer Schönheit. Christine stirbt, als das Kind noch keine 13 Jahre alt ist. Raoul zieht Charles auf und zeigt ihm später die Oper.

## Ausgaben
- Susan Kay: Das Phantom. Die bisher ungeschriebene Lebensgeschichte des „Phantoms der Oper“; ein biographischer Roman („Phantom“, 1990). Fischer, Frankfurt/M. 2005, ISBN 3-596-16892-9.
- Susan Kay: Phantom. A Novel. Doubleday, London 1990, ISBN 0-385-40087-X.